# Catedral del Santísimo Sacramento (Greensburg)
La catedral del Santísimo Sacramento (en inglés: Cathedral of the Blessed Sacrament) es la iglesia madre de la Diócesis de Greensburg en Pensilvania al norte de Estados Unidos.
La iglesia, originalmente una iglesia parroquial bajo la supervisión de una orden benedictina, fue construida en el estilo Inglés gótico por el estudio de arquitectura de Viene, Perry y McMullen en Pittsburgh. Se dedicó en mayo de 1928 y está construida de piedra arenisca y piedra caliza de Indiana. La parroquia fue designada Catedral del Santísimo Sacramento con la creación de la diócesis de Greensburg el 10 de marzo de 1951, momento en el que los benedictinos renunciaron a la responsabilidad pastoral de la misma.
La catedral se encuentra en el 300 North Main Street en Greensburg, Pensilvania, y es parte del Distrito Histórico Academy Hill.